# Hímen artificial
Hímen artificial é um tipo de prótese criado para simular um hímen humano idealizado, geralmente para fingir a virgindade o que alguns acreditam erroneamente poder ser identificado pela aparência, firmeza ou sangramento do hímen durante a penetração vaginal.

## Uso
Os hímens artificiais são feitos de um material que, quando inserido corretamente, adere à parede interna da vagina, dando temporariamente a aparência de um hímen "íntegro" e liberando um líquido vermelho semelhante a sangue quando submetido à pressão.
Os hímens artificiais não imitam hímens reais, mas sim uma imagem popular idealizada e falsa dos mesmos. Embora exista a crença de que o hímen seja "íntegro" ou "quebrado", não há essa distinção nem qualquer método médico ou científico para comprovar ou refutar a virgindade por meio do estado do hímen. Hímens reais não se rompem verdadeiramente e, na maioria das vezes, não se rasgam durante o ato sexual vaginal, sendo bastante elásticos após a puberdade. Eles têm poucos vasos sanguíneos e podem não sangrar significativamente mesmo se forem lesionados. As paredes vaginais é que tendem a sangrar, por falta de lubrificação ou penetração forçada.

## Controvérsia
Existem opiniões diversas sobre tratamentos com hímen artificial e sobre as cirurgias de reconstrução do hímen. Esses debates envolvem desde profissionais de saúde que realizam os procedimentos até as mulheres que os buscam, e giram em torno do papel do prótese na manutenção do conceito de virgindade feminina. Além de médicos contrários, escritoras feministas e outros críticos condenam o uso do hímen artificial por diferentes razões. Por outro lado, há quem defenda esses procedimentos como forma de empoderamento ou de lidar com traumas.
A maior parte das críticas ao hímen artificial decorre da percepção de que ele é opressor para as mulheres ou enganoso em relação a terceiros. Muitos estudiosos consideram esses procedimentos degradantes, argumentando que reforçam o controle patriarcal sobre o corpo feminino. A comunidade médica também reconhece que muitas mulheres não sangram na primeira relação sexual, e afirmam que a restauração do hímen reforça mitos patriarcais sobre a virgindade feminina. Há ainda quem defenda a proibição desses produtos por considerá-los moralmente errados e enganosos. Legisladores egípcios, por exemplo, propuseram banir o hímen artificial por acreditar que ele incentivava relações pré-maritais ao permitir a falsificação da virgindade, contrariando preceitos religiosos.
O apoio ao hímen artificial inclui profissionais de saúde, estudiosas feministas e mulheres em busca dos procedimentos. Em geral, defendem que eles enfraquecem o patriarcado, oferecem autonomia corporal e podem ajudar no enfrentamento de traumas. Pesquisadoras afirmam que a reconstrução do hímen pode ser uma forma de empoderamento ao devolver à mulher o controle sobre sua sexualidade. Estudos qualitativos com mulheres que passaram pelos procedimentos mostram relatos de vítimas de violência sexual que os consideram um recurso de enfrentamento.